# Disconectes vanhoeffeni
Disconectes vanhoeffeni là một loài chân đều trong họ Munnopsidae. Loài này được Malyutina miêu tả khoa học năm 1997.